# 西澤明洋
西澤 明洋 (にしざわ あきひろ 1976年 - ) は、ブランディングデザイナー、日本のブランドデザイナー、株式会社エイトブランディングデザイン代表。滋賀県生まれ。

## 経歴
京都工芸繊維大学造形工学科卒業後、京都工芸繊維大学大学院を修了。建築を学んでいたが、同校にデザイン経営を体系的に学べるデザイン経営工学科が立ち上がり、デザイン経営も学ぶことになる。2002年に株式会社東芝に入社し、デザインセンターに配属。
2006年に株式会社エイト（2010年に株式会社エイトブランディングデザインに改名）を設立し、クラフトビール「COEDO」(株式会社協同商事 コエドブルワリー)のブランディングデザインや抹茶カフェ「nana’s green tea(ナナズグリーンティー)」(株式会社七葉)のブランディングデザインを手がける。以降、ブランディングデザインのみを専門に扱うブランディングデザイナーとして活動する。

## 主なブランディングデザインの仕事
西澤明洋の仕事に関しては、「エイトブランディングデザイン#主なブランディングデザインの仕事」を参照。
警固神社の社紋変更
1608年に御遷座されて以来初めて社紋が変更される。
「社紋は「固」をモチーフにしたデザインとし、本殿幕やのぼりを立てる。境内の今益稲荷（いなり）神社の社紋は商売繁盛や事業繁栄などの意味を込めた黄金色の稲穂をモチーフとした。御神紋である「下がり藤」は本紋として扱うという。」

## 主な受賞歴
西澤明洋の受賞歴に関しては、「エイトブランディングデザイン#受賞歴」を参照。

## 著書
- 「ブランディングデザインの教科書」（パイインターナショナル、2020年）[5]
- 「ブランドのはじめかた」（日経BP社、2010年） 中川淳氏共著[6]
- 「ブランドをデザインする！」（パイインターナショナル、2011年）[7]
- 「ブランドのそだてかた」(日経BP社、2012年) 中川淳氏共著[8]
- 「新・パーソナルブランディング」（宣伝会議、2014年）[9]
- 「クリエイティブのつかいかた」（日経BP社、2016年）[10]
- 「アイデアを実現させる建築的思考術　アーキテクチュアル・シンキング」（日経BP社、2019年）[11]

## 主な活動内容

### 関連書籍
- デザインノート「西澤明洋の成功するブランディングデザイン」（誠文堂新光社、2022年）[12]
- 「西澤明洋の成功するブランディングデザイン: 本当に良いモノをより良いカタチに導く」 （誠文堂新光社、2024 年）[13]

### テレビ出演
- 日経スペシャル「カンブリア宮殿」 ～企業を元気にする！驚きの手法の舞台裏～（テレビ東京、2025年6月5日）[14]

- Bizスクエア 〜企業の悩みをデザインで解決〜（TBS、2022年9月3日）[3]

### 「できる！ブランディング塾（全4回）」[15]
株式会社Schooが運営する大人たちがずっと学び続けるオンライン生放送学習コミュニティに講師として登壇。経営に効くブランディングの実践方法やブランドをつくりだす為のデザインの方法を解説している。ほか「できる！デザイン経営塾（全12回）」、「できる！パーソナルブランディング塾（全3回）」などがある。

### ブランディングマン
マンガ家つのだふむによる熱血ブランディング・ドキュメンタリーマンガ。
マンガでわかりやすくブランディングを学ぶコンテンツ。 

### クリエイティブナイト
「エイトブランディングデザイン#主な活動内容」を参照